# العلاقات الدومينيكية السويسرية
العلاقات الدومينيكية السويسرية هي العلاقات الثنائية التي تجمع بين دومينيكا وسويسرا.

## مقارنة بين البلدين
هذه مقارنة عامة ومرجعية للدولتين:
| وجه المقارنة                                              | دومينيكا              | سويسرا                                                                                      |
| --------------------------------------------------------- | --------------------- | ------------------------------------------------------------------------------------------- |
| المساحة (كم2)                                             | 751                   | 41.28 ألف                                                                                   |
| عدد السكان (نسمة)                                         | 73.92 ألف             | 8.21 مليون                                                                                  |
| الكثافة السكانية (ن./كم²)                                 | 9.84 ألف              | 198.89                                                                                      |
| العاصمة                                                   | روسو                  | برن                                                                                         |
| اللغة الرسمية                                             | لغة إنجليزية          | اللغة الألمانية، اللغة الإيطالية، لغة فرنسية، اللغة الرومانشية، الألمانية السويسرية الموحدة |
| العملة                                                    | دولار شرق الكاريبي    | فرنك سويسري                                                                                 |
| الناتج المحلي الإجمالي (بليون دولار)                      | 562.54 مليون          | 678.89 مليار                                                                                |
| الناتج المحلي الإجمالي (تعادل القوة الشرائية) بليون دولار | 789.63 مليون          | 518.07 مليار                                                                                |
| الناتج المحلي الإجمالي الاسمي للفرد دولار أمريكي          | 7.12 ألف              | 80.94 ألف                                                                                   |
| الناتج المحلي الإجمالي للفرد دولار أمريكي                 | 10.88 ألف             | 59.54 ألف                                                                                   |
| مؤشر التنمية البشرية                                      | 0.724                 | 0.930                                                                                       |
| رمز المكالمات الدولي                                      | +1767                 | +41                                                                                         |
| رمز الإنترنت                                              | .dm                   | .ch، .swiss ‏                                                                                |
| المنطقة الزمنية                                           | 00، توقيت أطلنطي موحد | توقيت وسط أوروبا، ت ع م+01:00، ت ع م+02:00، أوروبا/زيورخ ‏                                   |

## منظمات دولية مشتركة
يشترك البلدان في عضوية مجموعة من المنظمات الدولية، منها:
| علم المنظمة | اسم المنظمة                        | تاريخ انضمام دومينيكا | تاريخ انضمام سويسرا |
| ----------- | ---------------------------------- | --------------------- | ------------------- |
|             | مؤسسة التمويل الدولية              | 29 سبتمبر 1980        | 29 مايو 1992        |
|             | منظمة حظر الأسلحة الكيميائية       | ?                     | ?                   |
|             | يونسكو                             | 9 يناير 1979          | 28 يناير 1949       |
|             | الاتحاد الدولي للاتصالات           | 28 أكتوبر 1996        | 1866                |
|             | الأمم المتحدة                      | 18 ديسمبر 1978        | 10 سبتمبر 2002      |
|             | منظمة الشرطة الجنائية الدولية      | ?                     | ?                   |
|             | البنك الدولي للإنشاء والتعمير      | 29 سبتمبر 1980        | 29 مايو 1992        |
|             | الاتحاد البريدي العالمي            | ?                     | ?                   |
|             | مؤسسة التنمية الدولية              | 29 سبتمبر 1980        | 29 مايو 1992        |
|             | منظمة التجارة العالمية             | ?                     | ?                   |
|             | وكالة ضمان الاستثمار متعدد الأطراف | 7 أكتوبر 1991         | 12 أبريل 1988       |

## أعلام
هذه قائمة لبعض الشخصيات التي تربطها علاقات بالبلدين:
- هاينز بارمتلر (لاعب كرة قدم سويسري، 21 يوليو 1987 – )

## وصلات خارجية
- موقع وزارة الخارجية السويسرية